# Onthophagus axillaris
Onthophagus axillaris là một loài bọ cánh cứng trong họ Bọ hung (Scarabaeidae).